# Kokkojärvi (sjö i Finland, lat 63,41, long 30,79)
Kokkojärvi är en sjö i Finland. Den ligger i kommunen Lieksa i landskapet Norra Karelen, i den östra delen av landet, 500 km nordost om huvudstaden Helsingfors. Kokkojärvi ligger 156,6 meter över havet. Den är 9,8 meter djup. Arean är 1,56 kvadratkilometer och strandlinjen är 9,41 kilometer lång. Sjön  ingår i Vuoksens huvudavrinningsområde.   I omgivningarna runt Kokkojärvi växer i huvudsak barrskog.
I övrigt finns följande i Kokkojärvi:
- Suuri Kokkosaari (en ö)
- Rajasaari (en ö)

I övrigt finns följande vid Kokkojärvi:
- Ruokojoki (ett vattendrag)